# Lamia (řecká mytologie)

Lamia Herbert Draper, 1909

Lamia (2. pád Lamie) je v řecké mytologii jedna z příšer v Hádově podsvětní říši, v noci vycházela na svět, aby kradla matkám děti, zabíjela je a pila jejich krev. Někdy také sváděla muže a sála jim krev nebo životní energii, podobně jako Empúsa.[zdroj?]
Byla dcerou egyptského krále Béla a Libye. Stala se milenkou Dia. Původně prý byla velmi krásná, Diova žárlivá manželka Héra ji však v nestřeženém okamžiku proměnila v nestvůru – od pasu nahoru ženu a od pasu dolů hada. Zobrazována bývá jako had (výjimečně i čtvernohý ještěr) pokrytý šupinami s ženskými ňadry a hlavou.[zdroj?]
Podle některých zdrojů v pozdějších dobách ztratila na své pověsti a stala se neškodným strašidlem v řeckých pohádkách pro děti. V období renesance a baroka byla zobrazována v alegoriích jako symbol pokrytectví.[zdroj?]
Jsou po ní pojmenovány dokonce dvě planetky: Lomia a Lameia.[zdroj?]

## Křesťanská literatura
Výraz lamia se objevuje také v pozdně antické a středověké křesťanské latinské literatuře. Ve Vulgatě, latinském překladu Bible, z konce 4. století je v Knize Izajáš 34:14 tímto slovem přeloženo jméno Lilith, V témže díle se lamie znovu objevují v Knize Pláč 4:3. Papež Řehoř I. Veliký na přelomu 5. a 6. století lamie označil ve svém díle Moralia in Job, komentáři ke Knize Jób, za symbol modloslužebnictví a pokrytectví. Isidor ze Sevilly ve svých Etymologiae z počátku 7. století spojuje lamie se slovesem laniare „trhat“ v souvislosti s trháním dětí na kusy. Glosa v Pernštejnské bibli z konce 15. století uvádí u slova lamia následující výklad: „Takové potvory, ješto mají tvář ženskú, tělo svinie a nohy konské a slovú gezenky.“
V dalších zdrojích jsou lamie spojovány s podobnými démonickými bytostmi a především s postavou zvanou Abundia či Habonde. Toto jméno je převzato od římské bohyně Abundantie a tato „noční bohyně“ byla pod tímto i dalšími jmény během středověku spojována s nočními shromáždění démonů a lidí, které se později vyvinuly v obraz čarodějnického sabatu. Filosof Jan ze Salisbury ve polovině 12. století ve svém díle Policraticus mluví o víře že Dame Habonde s „dobrými ženami“ a lamiemi trhají děti na kusy a nahrazují je podhozenci. Toto přesvědčení označuje za pověru vyvolanou iluzemi démonů. Gervasius z Tilbury ve své encyklopedii Otia Imperialia z počátku 13. století váhal o tom jaká je vlastně povaha lamií. V duchu Aurelia Augustina uvažoval o tom že se jedná o démonické duchy, ale lidové zdroje které měl k dispozici měly odlišný názor. Podle těch se jednalo o lidské čaroděje a čarodějnice, kteří za nocím létali na obrovské vzdálenosti, vstupovali do domů, způsobovali noční můry, přemísťovali jejich kosti, přesouvali děti, jedli nalezené pokrmy a zapalovali lampy. Navíc překládá lamie „lidovým“ mascae a francouzským striae, a spojuje s nimi také vodní duchy zvané draci. Ve stejné době lamie zmínil teolog Vilém z Auvergne ve svém díle De Universo „O světě“ v pasáži týkající se Divokého honu. S tím spojuje Abundii, kterou identifikuje jako démona, který svádí lidi k modloslužebnictví, doprovázeného nočními můrami a dvěma druhy bytostí zvanými strigy (stryges) a lamie (lamias). Ty podle lidového podání vstupují do domů kde spí děti, kradou je z kolébek a rvou je na kusy či rožní. Vilém se však domnívá že se jedná o démony, kteří na sebou berou podobu starých žen, které ve skutečnosti děti jíst nemohou, ale někdy je s Božím povolením zabít pokud je jejich rodiče milují až tak že na Boha zapomínají. Taktéž anonymní Tractatus de Daemonibus z roku 1415 zmiňuje lamie společně s bytostí zvanou Domina Habundia. Postupem času narůstala tendence chápat lamie a jí příbuzné bytosti nikoliv jako netělesná zjevení, ale jako skutečné smrtelné lidi vybavené zlovolnou mocí. S tím souvisí vývoj od představy iluzorních shromáždění vedených noční bohyní jako byla Abundia, v představu fyzického čarodějnického sabatu.